# Mami Yamaguchi
Mami Yamaguchi (山口 麻美 Yamaguchi Mami?,  nacido el 13 de agosto de 1986 en Tokio) es una exfutbolista japonesa que jugaba como delantero.
Yamaguchi jugó 18 veces y marcó 8 goles para la selección femenina de fútbol de Japón entre 2007 y 2011.

## Trayectoria

### Clubes
| Club                 | País           | Año         |
| -------------------- | -------------- | ----------- |
| Nippon TV Beleza     | Japón          | 2002 - 2004 |
| Umeå                 | Suecia         | 2008 - 2009 |
| Atlanta Beat         | Estados Unidos | 2010        |
| Nippon TV Beleza     | Japón          | 2010        |
| Hammarby Fotboll     | Suecia         | 2011        |
| Okayama Yunogo Belle | Japón          | 2012 - 2013 |
| Nippon TV Beleza     | Japón          | 2014        |

### Selección nacional
| Selección | País  | Año         |
| --------- | ----- | ----------- |
| Absoluta  | Japón | 2007 - 2011 |

## Estadística de equipo nacional
| Selección femenina de fútbol de Japón | Selección femenina de fútbol de Japón | Selección femenina de fútbol de Japón |
| Año                                   | Partidos                              | Goles                                 |
| ------------------------------------- | ------------------------------------- | ------------------------------------- |
| 2007                                  | 1                                     | 0                                     |
| 2008                                  | 0                                     | 0                                     |
| 2009                                  | 1                                     | 1                                     |
| 2010                                  | 14                                    | 5                                     |
| 2011                                  | 2                                     | 2                                     |
| Total                                 | 18                                    | 8                                     |